# Андреєв Микола Андрійович
Мико́ла Андрі́йович Андре́єв (26 жовтня 1873, Москва — 24 грудня 1932, там само) — російський радянський скульптор, заслужений діяч мистецтв РРФСР (1931).

## Життєпис
Народився в Москві. З творів передреволюційного часу найзначнішим є пам'ятник Гоголю в Москві (1909).
Жовтневий переворот мав значний вплив на творчість Миколи Андреєва. У 1918—1920 роках він брав активну участь у здійсненні ленінського плану «монументальної пропаганди» — створив статую «Свобода», пам'ятники Герцену, Огарьову та інші. В ці ж роки виконав з натури портрети В. Леніна, діячів партії, літератури й мистецтва. 1929 року створив для Москви пам'ятник О. Островському.
«Ленініана» (1920—1932) — цикл скульптурних (понад 100) і графічних портретів В. Леніна, створений на основі зарисовок і скульптурних етюдів з натури.

## Твори

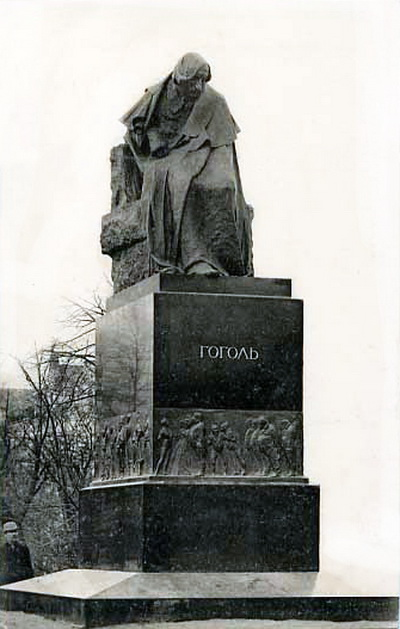
Пам'ятник Миколі Гоголю. Москва (1909)
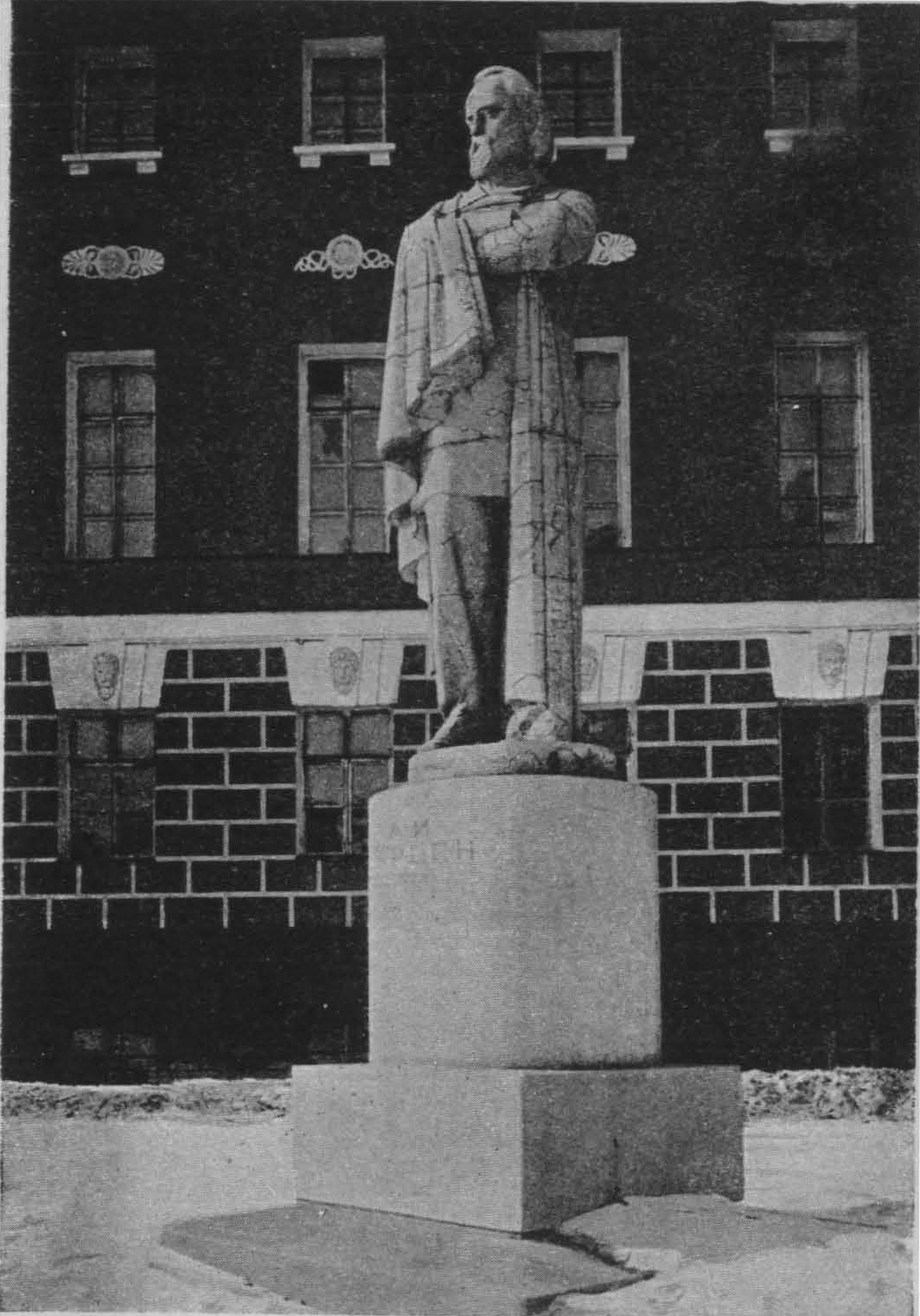
Статуя О. Герцена. Москва (1922)
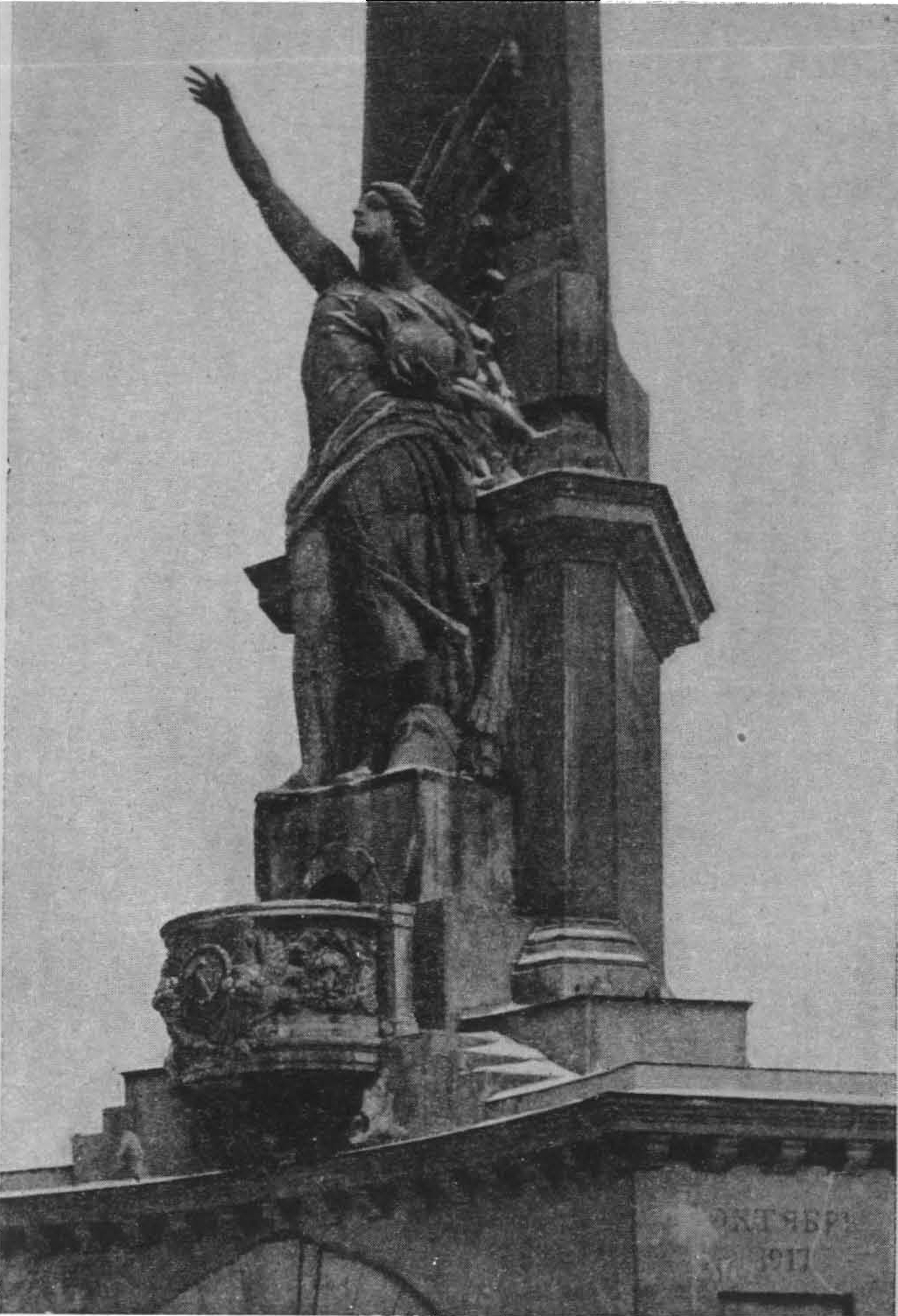
Статуя Свободи. Москва (1926)